# Leopold Maertens
Leopold Maertens (Kuurne, 27 november 1916 – Kortrijk, 7 februari 2004) was een Belgisch dirigent, muziekpedagoog, en trombonist. 

## Levensloop
Maertens werd in een muzikaal gezin geboren. Samen met zijn vader en ooms speelde hij in de toenmalige Koninklijke Fanfare Moed en Vlijt, Kuurne. Reeds op jeugdige leeftijd speelde hij als gastmuzikant mee in een Kortrijks amateurkorps en op advies liet hij zich inschrijven in de Stedelijke Muziekschool / Muziekacademie van Kortrijk. Hier kreeg hij lessen van Karel Heylbroeck, leraar hoorn aan het Koninklijk Conservatorium te Gent. In die periode diende hij noodgedwongen het bakkersambt van zijn vader over te nemen (-1938). In 1934 en 1935 behaalde hij eerste prijzen met grote onderscheiding respectievelijk voor tuba en trombone met drie ventielen. Aansluitend studeerde hij aan het Koninklijk Conservatorium te Gent bij Victor Dupont, gewezen solist bij de Groot Harmonieorkest van de Belgische Gidsen en solist in het orkest van de Koninklijke Muntschouwburg te Brussel. 
In 1938 behaalde hij een eerste prijs trombone (schuiftrombone en trombone met zes onafhankelijke ventielen) met grote onderscheiding. Ook in 1938 werd hij leraar hoorn en groot koper aan het Stedelijk Muziekconservatorium van Kortrijk. In deze functie bleef hij tot eind 1969. Vanaf 1938 was hij lid van de Muziekkapel van het Derde Linieregiment te Oostende. Dit militaire orkest stond toen onder leiding van luitenant-kapelmeester Louis Gasia. 
Tijdens de Tweede Wereldoorlog was hij - naast hoofd van de ravitailleringsdienst in Kuurne - lid van de Muziekkapel van Hare Majesteit Koningin Elisabeth te Brussel, die toen gedirigeerd werd door Charles Houdret. Het orkestwerk viel blijkbaar te combineren met het andere werk en met de studies want in juni 1942 behaalde Maertens het hoger diploma en de regeringsmedaille met grootste onderscheiding. Hij was in Gent de eerste trombonestudent sinds 1835 die deze eer te beurt viel. 
In 1943 werd hij leraar voor koperinstrumenten aan de Stedelijke Muziekschool van Eeklo. In 1948 ruilde hij die functie in voor het leraarschap aan de Vrije / Stedelijke Muziekacademie van Roeselare (1948-1979) en aan de Stedelijke Muziekacademie van Harelbeke (1948-1975). Tegelijkertijd was hij nog leraar aan de Vrije / Stedelijke Muziekacademie van Izegem (1945-1967).
Na de bevrijding was hij van 1945 tot 1947 solist-trombone bij het Omroeporkest van het toenmalige Nationaal Instituut voor de Radio-omroep (NIR). Van 1945 tot 1947 speelde hij tevens als trombonist mee in de Muziekkapel van de Eerste Brigade (Brigade Piron) in Duitsland. In deze tijd, tot 1953, was hij ook lessenaaraanvoerder-trombonist in het Groot symfonieorkest van het Kursaal te Oostende en van het Casino te Knokke.
Hij dirigeerde ook verscheidene amateurorkesten: de Koninklijke Harmonie "Leo XIII", Izegem (1945-1986), de Koninklijke Harmonie Kunst na Arbeid Kortrijk (1947-1975), de Konininklijke Fanfare De Leiegalm Bissegem (1950-1962), de Koninklijke Harmonie "Het Gildemuziek", Roeselare (1956-1986) en de Koninklijke Harmonie Sint-Cecilia Kruishoutem (1957-1987). 
Bovendien was hij van 1948 tot 1976 zaakvoerder van een katoenspinnerij.